# UseModWiki

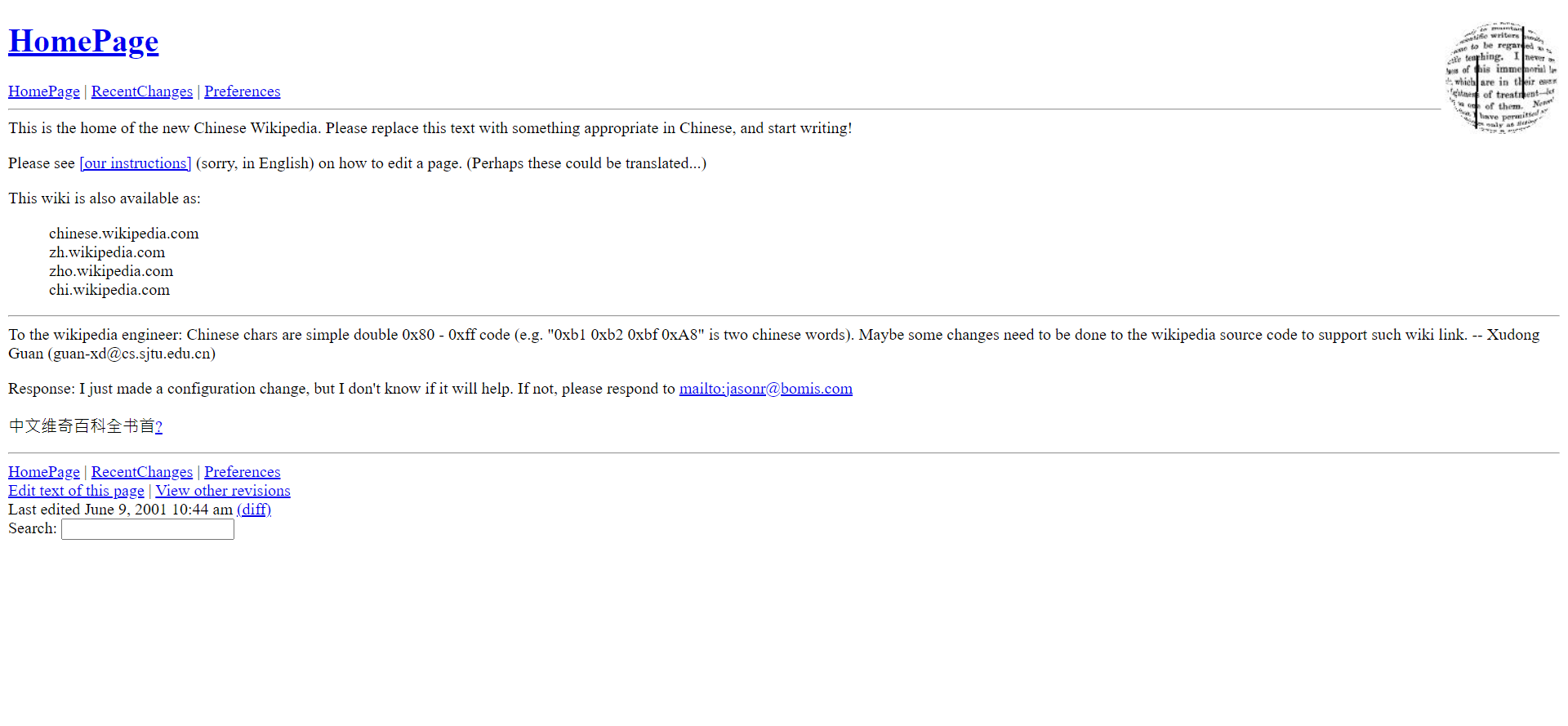
早期採用UseModWiki的中文維基百科

UseModWiki（Usenet Moderation Project (Usemod)）是Clifford Adams 所開發的Wiki引擎，它採用Perl做為開發的程式語言，它最大的特點是不使用任何的資料庫管理系統來儲存頁面內容，任何的新增頁面都直接儲存於檔案系統內，維基百科曾採用UseModWiki做為所有語言版本的Wiki引擎，之後才自行開發MediaWiki做為現有的介面。

## 歷史回顧
回顧UseModWiki的發展歷史，其源頭是來自沃德·坎宁安的WikiWikiWeb，首先是Peter Merel依據了WikiWikiWeb的原始碼而撰寫成為CVWiki，其次Markus Denker再修改CVWiki開發為AtisWiki，最後Clifford Adams再根據AtisWiki修改成為UseModWiki。

## 功能特色
- 採取單一檔案就可以運作
- 不需要任何的延伸擴充程式
- 所有的變數都直接撰寫於程式碼中
- 頁面直接儲存於檔案系統
- 採用CamelCase的連結樣式
- 可透過對照表而修改其顯示語言

## 延伸閱讀
- 官方网站 
  - 使用UseModWiki的網站 （页面存档备份，存于）
- UseModWiki介紹 （页面存档备份，存于）